# 花野光ヶ丘
花野光ヶ丘（けのひかりがおか）は、鹿児島県鹿児島市の町丁。郵便番号は891-1204。人口は3,607人、世帯数は1,600世帯（2020年4月1日現在）。花野光ケ丘一丁目及び花野光ケ丘二丁目が設置されており、花野光ケ丘一丁目及び花野光ケ丘二丁目の全域で住居表示を実施している。

## 地理
鹿児島市の北部、甲突川中流域に位置している。全域が花野団地として開発された新興住宅地であり、台地上にある。町域の北方から西方にかけては皆与志町、岡之原町、南方には千年、西伊敷、東方には岡之原町が接している。
また教育施設は町域の南西に鹿児島市立花野小学校が位置している。

## 歴史
1977年（昭和52年）に花野団地の造成に着手し、完成後の小学校校区は鹿児島市立伊敷小学校と鹿児島市立川上小学校になっており、両校の児童数増加に伴い1986年（昭和61年）には鹿児島市立花野小学校が開校した。
1992年（平成4年）9月14日に花野団地地区において住居表示が実施されるのに伴い、岡之原町及び皆与志町の一部より分割され、「花野光ケ丘一丁目」及び「花野光ケ丘二丁目」が設置された。2016年（平成28年）2月1日には岡之原町の一部が花野光ヶ丘一丁目に編入された。

### 町域の変遷
| 実施後                   | 実施年             | 実施前           |
| ------------------------ | ------------------ | ---------------- |
| 花野光ケ丘一丁目（新設） | 1992年（平成4年）  | 岡之原町（一部） |
| 花野光ケ丘二丁目（新設） | 1992年（平成4年）  | 岡之原町（一部） |
| 花野光ケ丘二丁目（新設） | 1992年（平成4年）  | 皆与志町（一部） |
| 花野光ヶ丘一丁目（編入） | 2016年（平成28年） | 岡之原町（一部） |

## 人口

### 丁目別
|                  | 世帯数 | 人口  |
| ---------------- | ------ | ----- |
| 花野光ヶ丘一丁目 | 614    | 1,346 |
| 花野光ケ丘二丁目 | 986    | 2,261 |
| 計               | 1,600  | 3,607 |

### 国勢調査
以下の表は国勢調査による小地域集計が開始された1995年以降の人口の推移である。
| 年                 | 人口  |
| ------------------ | ----- |
| 1995年（平成7年）  | 4,520 |
| 2000年（平成12年） | 4,716 |
| 2005年（平成17年） | 4,405 |
| 2010年（平成22年） | 4,012 |
| 2015年（平成27年） | 3,674 |

## 施設

### 公共
- 花野福祉館[18]
- 花野光ケ丘公園
- 中央公園

### 教育
- 鹿児島市立花野小学校[19]

### 郵便局
- 鹿児島花野簡易郵便局[20]

## 小・中学校の学区
市立小・中学校に通う場合、学区（校区）は以下の通りとなる。
| 町丁             | 番・番地 | 小学校               | 中学校               |
| ---------------- | -------- | -------------------- | -------------------- |
| 花野光ヶ丘一丁目 | 全域     | 鹿児島市立花野小学校 | 鹿児島市立緑丘中学校 |
| 花野光ヶ丘二丁目 | 全域     | 鹿児島市立花野小学校 | 鹿児島市立緑丘中学校 |